# Force MD's
Force M.D.'s är en amerikansk musikgrupp som grundades på Staten Island, New York år 1981. Inledningsvis bestod gruppen av bröderna Lundy och Stevie samt Jesse Lee Daniels, Trisco Pearson och Charles Nelson. Efter att ha jobbat som gatumusikanter och sjungit på färjan till och från Staten Island fick de vara förband åt Madonna efter att ha sjungit A capella för henne på en bar. En tid senare erbjöds dem ett skivkontrakt av indiebolaget Tommy Boy Records. Deras låt "Tears" (1984) blev en nationell R&B-hit som nådde topp fem på singellistan Hot Black Singles. Dom fick många fler hits, däribland "Love Is a House" (1987), "Touch and Go" (1987) samt "Couldn't Care Less" (1988) från studioalbumet Touch and Go (1987).

## Diskografi
- Love Letters (1984)
- Chillin' (1985)
- Touch and Go (1987)
- Step to Me (1990)
- Moments in Time (1994)
- The Reunion (2000)